# Seznam korpusov
Seznam korpusov je krovni seznam korpusov.

## Seznami

### Številski
1. korpus  ·  2. korpus  ·  3. korpus  ·  4. korpus  ·  5. korpus  ·  6. korpus  ·  7. korpus  ·  8. korpus  ·  9. korpus  ·  10. korpus  ·  11. korpus  ·  12. korpus  ·  13. korpus  ·  14. korpus  ·  15. korpus  ·  16. korpus  ·  17. korpus  ·  18. korpus  ·  19. korpus  ·  20. korpus  ·  21. korpus  ·  22. korpus  ·  23. korpus  ·  24. korpus  ·  25. korpus  ·  26. korpus  ·  27. korpus  ·  28. korpus  ·  29. korpus  ·  30. korpus  ·  31. korpus  ·  32. korpus  ·  33. korpus  ·  34. korpus  ·  35. korpus  ·  36. korpus  ·  37. korpus  ·  38. korpus  ·  39. korpus  ·  40. korpus  ·  41. korpus  ·  42. korpus  ·  43. korpus  ·  44. korpus  ·  45. korpus  ·  46. korpus  ·  47. korpus  ·  48. korpus  ·  49. korpus  ·  50. korpus  ·  51. korpus  ·  52. korpus  ·  53. korpus  ·  54. korpus  ·  55. korpus  ·  56. korpus  ·  57. korpus  ·  58. korpus  ·  59. korpus  ·  60. korpus  ·  61. korpus  ·  62. korpus  ·  63. korpus  ·  64. korpus  ·  65. korpus  ·  66. korpus  ·  67. korpus  ·  68. korpus  ·  69. korpus  ·  70. korpus  ·  71. korpus  ·  72. korpus  ·  73. korpus  ·  74. korpus  ·  75. korpus  ·  76. korpus  ·  77. korpus  ·  78. korpus  ·  79. korpus  ·  80. korpus  ·  81. korpus  ·  82. korpus  ·  83. korpus  ·  84. korpus  ·  85. korpus  ·  86. korpus  ·  87. korpus  ·  88. korpus  ·  89. korpus  ·  90. korpus  ·  91. korpus  ·  92. korpus  ·  93. korpus  ·  94. korpus  ·  95. korpus  ·  96. korpus  ·  97. korpus  ·  98. korpus  ·  99. korpus  ·  100. korpus  ·  101. korpus  ·  102. korpus  ·  103. korpus  ·  104. korpus  ·  105. korpus  ·  106. korpus  ·  107. korpus  ·  108. korpus  ·  109. korpus  ·  110. korpus  ·  111. korpus  ·  112. korpus  ·  113. korpus  ·  114. korpus  ·  115. korpus  ·  116. korpus  ·  117. korpus  ·  118. korpus  ·  119. korpus  ·  120. korpus  ·  121. korpus  ·  122. korpus  ·  123. korpus  ·  124. korpus  ·  125. korpus  ·  126. korpus  ·  127. korpus  ·  128. korpus  ·  129. korpus  ·  130. korpus

### Seznam po državah in obdobjih
- seznam ameriških korpusov:

- seznam korpusov ameriške državljanske vojne
- seznam korpusov Kopenske vojske ZDA
- seznam korpusov Vojnega letalstva ZDA
- Korpus mornariške pehote Združenih držav Amerike
- seznam korpusov Korpusa mornariške pehote ZDA

- seznam avstro-ogrskih korpusov
- seznam britanskih korpusov:

- seznam britanskih korpusov prve svetovne vojne
- seznam britanskih korpusov druge svetovne vojne

- seznam finskih korpusov:

- seznam finskih korpusov zimske vojne
- seznam finskih korpusov nadaljevalne vojne

- seznam francoskih korpusov

- seznam francoskih korpusov prve svetovne vojne
- seznam francoskih korpusov druge svetovne vojne

- seznam indijskih korpusov:

- seznam indijskih korpusov druge svetovne vojne

- seznam italijanskih korpusov:

- seznam italijanskih korpusov prve svetovne vojne
- seznam italijanskih korpusov druge svetovne vojne

- seznam japonskih korpusov:

- seznam japonskih korpusov rusko-japonske vojne
- seznam japonskih korpusov druge svetovne vojne

- seznam jugoslovanskih korpusov:

- seznam korpusov Kraljevine Jugoslavije
- seznam korpusov NOV in POJ
- seznam korpusov Jugoslovanske ljudske armade
- seznam korpusov Jugoslovanske armade
- seznam korpusov VOjne Jugoslavije

- seznam kanadskih korpusov
- seznam kitajskih korpusov
- seznam nemških korpusov:

- seznam nemških korpusov prve svetovne vojne
- seznam korpusov Wehrmachta

- seznam ruskih korpusov

- seznam ruskih korpusov prve svetovne vojne
- seznam korpusov ZSSR

- seznam španskih korpusov

- seznam španskih korpusov španske državljanske vojne